# 戰鬥姿勢不是虛有其表!
「戰鬥姿勢不是虛有其表!」（ファイティングポーズはダテじゃない!）是日本的女子偶像組合Berryz工房的第2張单曲。2004年4月28日由PICCOLO TOWN发售。

## 概要
- 此單曲只有「CD ONLY」1個版本。
- 在5月10日於公信榜單曲週排行榜取得第25位。

## 收錄内容

### CD ONLY
全作詞・作曲：淳君　編曲：高橋諭一
1. 戰鬥姿勢不是虛有其表!
2. 夏天海藻（夏わかめ）
3. 戰鬥姿勢不是虛有其表!（Instrumental）